# الدكوم (عبس)

تعديل مصدري - تعديل

الدكوم هي إحدى قرى عزلة بني ثواب بمديرية عبس التابعة لمحافظة حجة، بلغ تعداد سكانها 506 نسمة حسب تعداد اليمن لعام 2004.